# Alex Kapranos
Alex Kapranos (Grego: Άλεξ Καπράνος, nascido Alexander Paul Kapranos Huntley, 20 de março de 1972, Almondsbury, Gloucestershire, Inglaterra) é um músico escocês, mais conhecido pelo trabalho como vocalista e guitarrista da banda Franz Ferdinand.
Alex Kapranos, filho de pai grego e mãe inglesa, passou a infância em Sunderland e South Shields, Reino Unido, cidade natal de sua mãe e passava as férias de verão na Grécia, terra de seu pai. Huntley é o nome de solteira de sua mãe, ele passou a usar este nome temendo sofrer discriminação devido ao seu sobrenome grego enquanto ainda cursava a escola e acabara de se mudar para a Escócia. Sua mãe insistiu em colocar o nome "Paul" como seu nome do meio pois ela era muito fã de Paul McCartney.
Em 1980 ele mudou-se junto com sua família para Edimburgo seguindo depois para Glasgow, em 1984. Quando tinha 17 anos, Alex foi a Universidade de Aberdeen para estudar Teologia. Ele continuou seus estudos em diferentes universidades, como a de Strathclyde em Glasgow. No início dos anos 90, ele era ativo na cena musical da cidade, organizando noites com música ao vivo no 13th Note, um cultuado clube de Glasgow.
Tendo trabalhado como chefe de cozinha, bartender, professor no Instituto de Tecnologia do Anniesland College, entregador de comida indiana e em vários outros empregos, Alex também se juntou à populares bandas de Glasgow, como o The Amphetameanies, The Yummy Fur (Alex entrou na banda em 1998, e não participou de nenhum álbum), e o The Karelia.
Alex depois resolveu tirar o "Huntley" de seu nome, e formou, em 2001 a banda Franz Ferdinand, junto com Bob Hardy que havia sido garçon junto com ele, Nick McCarthy que acabara de conhecer em uma festa e Paul Thomson ex-baterista do The Yummy Fur. Franz Ferdinand começou a receber atenção internacional com o lançamento do single Take Me Out. A banda recebeu prêmios importantes como o Ivor Novello, Mercury Music Prize, Brit Awards.
Alex tem asma e é alérgico a amendoins (que ele compara com arsênico). Escreve para o The Guardian, na coluna Soundbites que conta suas aventuras culinárias com Franz Ferdinand, recentemente lançou um livro de gastronomia juntando todas as colunas publicadas no jornal e mais algumas inéditas, chamado Mordidas Sonoras (Conrad, 2007).
Alex namorou por alguns anos com a também cantora Eleanor Friedberger (a quem dedicou a música Eleanor Poot Your Boots On). Há alguns anos, vive com a francesa Clara Luciani, com quem regravou o clássico Summer Wine. Clara está grávida do primeiro filho do casal.